# Test gorljivosti
Testna metoda za določevanje gorljivosti  je postopek, ki ugotavlja, ali protipožarna zaščita proizvodov ustreza minimalnim merilom, kot je določeno v predpisih ali v drugi veljavni zakonodaji. Testi se opravljajo v laboratorijih za preizkušanje in certificiranje materialov. Izvajajo jih ustanove, ki so ustrezno certificirane za to dejavnost (npr.: Zavod za gradbeništvo Slovenije). Požarni preizkus mora upoštevati vse veljavne določbe, namenjene potrjevanju izdelkov. Prav tako je smiselno testirati izdelke na način, ki zagotavlja enostavno vsesplošno uporabo in ekonomsko upravičenost.
Klasifikacija proizvodov glede odziva na požar
| Lastnost                    | Razred | Opis |
| --------------------------- | ------ | --- |
| Negorljivi materiali        | A1, A2 | Materiali ne prispevajo k razvoju požara, testiranje ni potrebno; materiali ne prispevajo k razvoju požara, potrebno testiranje                |
| Težko gorljivi materiali    | B      | Material zelo malo prispeva k razvoju požara, potrebno testiranje, (omejen čas plamtenja, ni plamtečih kapelj/delcev)                          |
| Težko gorljivi materiali    | C      | Material malo prispeva k razvoju požara, potrebno testiranje, (omejeno širjenje plamena, dima, plamtečih kapelj/delcev in omejena vnetljivost) |
| Težko gorljivi materiali    | D      | Materiali imajo še sprejemljiv prispevek k požaru, potrebno testiranje (precejšnje omejitve glede uporabe kot gradbeni proizvod)               |
| Normalno gorljivi materiali | E      | Materiali imajo še sprejemljiv odziv na ogenj, potrebno testiranje (precejšnje omejitve glede uporabe kot gradbeni proizvod)                   |
| Ni zahtev                   | F      | Se ne sme uporabljati kot izpostavljeni gradbeni proizvod                                                                                      |